# Hans Sommer (SS-Mitglied)
Hans Sommer (* 26. Juni 1914 in Nortorf; † 31. Oktober 1987 in Brescia) war als SS-Obersturmführer ein Angehöriger des Sicherheitsdienstes der SS (SD), Mitarbeiter der Organisation Gehlen (OG) und Agent des Ministeriums für Staatssicherheit der DDR (MfS).

## NS-Karriere
Im Alter von sechzehn Jahren trat er in die Hitlerjugend ein, um schon im Jahre 1932 Mitglied der SS und 1933 Mitglied der NSDAP zu werden. Dem Reichsarbeitsdienst gehörte er von Herbst 1934 bis Frühling 1935 an. Von April 1935 bis 1936 war er in einer Nebentätigkeit beim SD-Abschnitt Kiel beschäftigt. Die folgenden zwei Jahre diente er in der Wehrmacht als Wehrpflichtiger.
Danach wurde er Referent bei dem späteren SS-Oberführer Otto Somann im SD-Unterabschnitt Liegnitz. Als dieser zum SD-Oberabschnitt Südost in Breslau versetzt wurde, folgte ihm Sommer nach. Während die Tschechoslowakei und das Sudetenland im Oktober 1938 von der Wehrmacht besetzt wurden, nahm er im Rang eines SS-Oberscharführers daran teil. Später erhielt er dafür die Medaille zur Erinnerung an den 1. Oktober 1938. Im Frühjahr 1939 musste er wiederum in der Wehrmacht seinen Dienst ableisten, um dann in das SD-Hauptamt versetzt zu werden. In das Reichssicherheitshauptamt (RSHA) wurde er im April 1940 zum Amt VI (SD-Ausland) der Gruppe B (deutsch-italienisches Einflussgebiet in Europa, Afrika und Naher Osten) ins Referat 2 versetzt, das für Frankreich zuständig war.

## Einsatz in Paris
Als sich im Frühjahr 1940 der Krieg gegen Frankreich abzeichnete, gehörte er dem Einsatzkommando z. b. V. an, welches Aufgaben der Gestapo und der SS in Paris in der Avenue Foch Nr. 72 übernehmen sollte. Als befehlender Offizier hatte Reinhard Heydrich den SS-Sturmbannführer Helmut Knochen in Paris eingesetzt. Das Kommando unterstand selber dem Vertreter des Chefs der Sicherheitspolizei und des SD in Frankreich und Belgien, SS-Brigadeführer Max Thomas. Thomas unterstand dem General Otto von Stülpnagel, dem Militärbefehlshaber für das besetzte Nordfrankreich.
Im August 1940 wurde im RSHA entschieden, das Einsatzkommando als Dienststelle des Beauftragten des Vertreters der Chefs der Sicherheitspolizei umzubenennen. Zwei Jahre später im Mai 1942 erfolgte eine neue Bezeichnung der Dienststelle als Befehlshaber der Sicherheitspolizei und des SD (BdS). In dieser Dienststelle war Sommer u. a. zusammen mit dem späteren SS-Hauptsturmführer Herbert Hagen, dem SS-Oberscharführer Ernst Heinrichsohn, dem späteren SS-Obersturmbannführer Kurt Lischka und dem späteren SS-Obersturmführer August Moritz eingesetzt.

## Tätigkeiten im Untergrund
Im Herbst 1940 suchte Sommer, der inzwischen zum SS-Obersturmführer befördert wurde, die Verbindung zu bretonischen, baskischen und korsischen Gruppen. Die deutsche Führung erhoffte, dass diese Separatisten mit ihnen zusammenarbeiten würden. Weiterhin arbeitete Sommer mit französischen Rechtsradikalen zusammen. Dabei ragte Eugène Deloncle heraus, der auch als politischer Berater von Thomas wirkte. Deloncle, der mit dem Mörder Fillol paktierte, hatte die Organisation Comité secret d'action révolutionnaire (CSAR) gegründet, die auch unter dem Namen Cagoule (deutsch: Kapuze) bekannt wurde. In der Organisation CSAR, die mehr als fünfhundert Mitglieder hatte, warb Sommer mehrere V-Männer, die Kontakte zu arabischen Nationalisten in Nordafrika hatten. Über diese Kontakte wollte Sommer ein Agentennetz in Nordafrika aufbauen. Dabei erhielt er Unterstützung von SS-Brigadeführer Walter Schellenberg, der ihm zwei Angehörige des Amtes VI im RSHA schickte, um das Agentennetz zu errichten.
In seiner späteren Schrift Eigene Absichten und Möglichkeiten vom 14. August 1954 beschrieb er 93 Personen, darunter auch diese beiden von Schellenberg geschickten V-Leute, den ehemaligen Freimaurer Kurt R. und den Pater Dr. Hermann Keller, der auch als Prior des Klosters Beuron gewirkt hatte. Helmuth Groscurth schrieb in seinen Tagebüchern, dass Keller sowohl für die Abwehr der Wehrmacht als auch für den SD gearbeitet hat. Sommer berichtete, dass Keller der geschickteste Agent gewesen sei. Sommer behauptete, dass die guten Beziehungen zum Großmufti von Jerusalem, Mohammed Amin al-Husseini, auf seine Kontakte zurückzuführen seien. Auch will er gute Beziehungen zum Leiter der Spionageabwehr in der spanischen Botschaft in Paris gehabt haben, so dass Agenten über Spanien nach Nordafrika mit dessen Unterstützung überführt werden konnten.

## Anschläge auf Pariser Synagogen
Im September 1941 hatte Deloncle Knochen einen Vorschlag unterbreitet, die öffentliche Meinung aufzurütteln und zu diesem Zweck Anschläge auf Pariser Synagogen auszuführen. In Anlehnung an die "spontanen" Unruhen infolge der Reichspogromnacht von 1938 stimmte Knochen solch einem Plan zu und informierte seinen Vorgesetzten Thomas, wie Knochen in seinen Aussagen vor dem französischen Militärgerichtshof am 15. Dezember 1947 angab. Sommer gab in einer Aussage vor dem Militärgerichtshof am 18. Juni 1948 an, Knochen habe das RSHA oder Thomas informiert.
In einem Schreiben vom 6. November 1941 an den Generalquartiermeister Eduard Wagner bestätigte Heydrich von der Kenntnis und Genehmigung der Anschläge. Der Sprengstoff von 30 kg wurde gegen Ende September 1941 von einem Mitarbeiter des RSHA aus der Abteilung VI F für Technische Hilfsmittel nach Paris gebracht. Mit der praktischen Ausführung der Anschläge wurde Sommer beauftragt. In der Nacht vom 3. Oktober 1941 wurden die Anschläge ausgeführt:
- um 2:30 Uhr in der Rue des Tournelles
- um 3:40 Uhr in der Rue Notre-Dame-de-Nazareth
- um 4:30 Uhr in der Rue de la Victoire
- um 5 Uhr in der Rue Saint-Isaure
- um 5:15 Uhr in der Rue Copernic
- in der Rue Pavée
- in der Avenue Montespan,

wobei eine Sprengladung versagte. Von Stülpnagel verlangte sofort einen umfassenden Bericht, da auch zwei Soldaten der Wehrmacht und mehrere französische Zivilisten dabei durch die Explosionen verletzt wurden. SS-Obersturmführer Theodor Dannecker stellte den Bericht zusammen, den Knochen unterzeichnete und noch am selben Tag an die Militärverwaltung abschickte. In dem Bericht wurden radikale französische Judengegner beschuldigt. Die Untersuchung der Anschläge sei eine Angelegenheit der französischen Polizei. Sommer betrank sich in den nächsten Tagen, wobei er mit den Anschlägen prahlte. Schon am 6. Oktober erfuhr die Abwehrleitstelle der Wehrmacht von den Äußerungen Sommers.
Ein sofort zusammengestelltes Gericht unter der Leitung von Lischka verhörte Sommer. Dieser berief sich auf einen Befehl von Knochen. Doch Lischka verschwieg diese Aussage von Sommer, um nicht Knochen zu belasten. Knochen unterrichtete von Stülpnagel in einem Schreiben am 4. Oktober 1941, die Anschläge wären eine rein französische Angelegenheit (im Dokument PS 1629 vom Nürnberger Militärgerichtshof (IMG)). Von Stülpnagel wurde aber über die eigentlichen Zusammenhänge schon am 5. Oktober 1941 unterrichtet und forderte in einem Schreiben vom 6. Oktober 1941 an das Oberkommando des Heeres (OKH) den sofortigen Rücktritt von Knochen.
Am 21. Oktober 1941 sandte das OKH ein Schreiben an Heydrich, in dem Knochen der falschen Aussage bezichtigt wurde und Sommer als der Ausführende der Anschläge genannt wurde. Am 7. Oktober 1941 wurde Sommer nach einem Verhör verhaftet und nach Berlin ins RSHA verbracht. Dort erhielt er einen scharfen Verweis wegen SS-unwürdigen Verhaltens. Im Dezember 1941 wurde er mit einem Stubenarrest von vier Wochen belegt und durfte drei Jahre lang nicht befördert werden. Danach konnte er seinen Dienst in der SS im Amt VI im RSHA fortsetzen. Schellenberg versetzte ihn 1943 nach Nizza, um dort den SD zu leiten. Anschließend bis August 1944 war Sommer als Vizekonsul und Polizeiattaché in Marseille tätig, um dort ein Agentennetz zu reaktivieren. Bei den dort ansässigen Deutschen warb er Mitarbeiter, die u. a. den britischen Botschafter Samuel Hoare in Madrid beobachten sollten.
In Marseille lernte er auch den Minister a. D. Henry B. (oder Henry G.) und den Generalrat (Conseiller Gènèral) des Départements Var Claude D. kennen, der auch als Rechtsanwalt tätig war. Sommer wurde gebeten, einem dieser Bekannten zu helfen, dessen Sohn aus dem Konzentrationslager zu holen. Für Sommer sollte sich diese Tat nach dem Krieg vor dem französischen Militärgerichtshof als sehr nützlich erweisen. Nach der Besetzung Südfrankreichs durch die Alliierten wechselte Sommer mit seinen Agenten nach San Remo, um von dort aus in einem Frontaufklärungskommando zu arbeiten. Wahrscheinlich schleuste er von dort Agenten und Saboteure nach Frankreich.

## In US-Haft
Nach dem Zusammenbruch des NS-Regimes flüchtete Sommer nach Madrid mit seinen Agenten. Im März 1946 traf er dort durch Zufall Charles Lesca (1871–1948, auch: Charles Lescat) in einem Restaurant, den er aus seiner Pariser Dienstzeit her kannte. Lesca berichtete ihm, dass er eine Fluchtlinie für gesuchte Nationalsozialisten nach Argentinien organisieren würde. Nach seiner Verhaftung in Madrid war Sommer Gefangener in US-Haft. Diese beauftragten nun Sommer damit, Agenten in die Gruppe um Lesca einzuschleusen. Dabei stützte sich Sommer auf den Franzosen Robert Voineau, der zu Lesca gute Beziehungen hatte. Lescat zeigte großes Interesse am Verbleib vom Attaché der Luftwaffe in Madrid, General Eckart Krahmer. Dieser hatte noch im Oktober 1944 einen Lastwagenkonvoi befehligt, der mehr als 200 Kunstwerke aus Frankreich nach Spanien transportiert hatte, darunter auch Kunstwerke, die für Hermann Göring bestimmt waren.
Sommer versuchte die Angehörigen des US-Dienstes aber zu überzeugen, dass es wegen der Abgeschlossenheit der Gruppe um Lesca nicht möglich sei, dort Agenten einzuschleusen.
In der Haft in Madrid traf er mit dem deutschen Militärattaché Oberst Kurt von Rohrscheidt zusammen, der in der deutschen Botschaft die Kriegsorganisation (KO) geleitet hatte. Mit ihm und anderen Deutschen wurden sie in ein Lager bei Hohenasperg ausgeflogen. Danach erfolgte die Überstellung in das Camp King bei Oberursel. Anschließend wurde er zur Überstellung nach Frankreich an den Militärgerichtshof ausgeliefert. Das Verfahren gegen Sommer wurde am 18. Dezember 1948 eingestellt, aber später wieder aufgenommen. Als die zwei Bekannten aus Marseille für ihn aussagten, wirkte sich das im Urteil für ihn günstig aus. Nach Angaben Sommers wurde er zu zwei Jahren Haft verurteilt und im Jahre 1950 nach Deutschland überstellt.

## Organisation Gehlen (OG)
Von Rohrscheidt hatte inzwischen die Leitung der Untervertretung (UV) der Organisation Gehlen von Württemberg in Stuttgart übernommen. Als Sommer diesen aufsuchte, wurde er als Leiter der UV Baden der OG in Konstanz eingestellt. Danach ging er nach Hamburg, wo er die Bezirksvertretung (BV) der OG übernahm. Hier holte er seinen alten Bekannten aus der Breslauer Dienstzeit, Otto Somann, in die OG. Dieser wiederum warb den ehemaligen SD-Leiter Ernst Schwarzwäller an. Im August 1953 wurde Sommer entlassen und war nach einer kurzen Beschäftigung in einem Uhrenladen arbeitslos.

## Staatssicherheit der DDR
Über Schwarzwäller, der inzwischen für das MfS arbeitete, hatte Sommer am 29. Juli 1954 erstmals Kontakte zur Stasi im Osten von Berlin. Die Genehmigung zur Anwerbung lief über den Leiter des MfS von Groß-Berlin, Hans Fruck, und den Leiter der Hauptabteilung II, Oberst Josef Kiefel. Mit dem Decknamen "Rumland" versehen, begann seine Tätigkeit damit, systematisch seine Kenntnisse über die Organisation Gehlen zu berichten. Für seinen ersten Bericht erhielt er von Major Helmut Träger DM 700. In diesem Zusammenhang erwähnte er auch den ehemaligen SS-Hauptsturmführer Johannes Clemens, der angeblich in Dresden Agenten angeworben hatte. Sommer hatte allerdings zu diesem Zeitpunkt keine Kenntnisse darüber, dass Clemens bereits vom sowjetischen Geheimdienst KGB angeworben worden war.
Im Laufe der Zeit überbrachte Sommer, der unter den Tarnnamen "Paul Gautier", "Hans Herbert Paul Sehner" und "Hans Stephen" auftrat, insgesamt etwa 2200 Seiten Dokumente der OG an das MfS. Dabei gelang es ihm auch, eine Quelle "Olaf" zu gewinnen, die aus der Redaktion des Magazins Der Spiegel an die OG interne Berichte lieferte. Ende 1954 / Anfang 1955 fuhr Sommer wieder nach Paris, um sich mit ehemaligen SD-Agenten zu treffen. Einige der Organisation "Cagoul" hatte Sommer in Prozessen entlastet, so dass diese ihm immer noch freundlich gesinnt waren. Sommer gelang es auch, wieder Beziehungen zu Rolf Richter aufzunehmen, einem Angehörigen der SD-Sonderkommission, die in Paris die Untersuchungen gegen die Rote Kapelle geführt hatte. Dieser wiederum hatte noch einen Kontakt zu dem ehemaligen Leiter der SD-Kommission, SS-Sturmbannführer Heinrich Josef Reiser. Dieser gehörte dem Stab der Generalvertretung L in der OG an.
Sommer erfuhr so, dass Reiser Rolf Richter im Nordwestdeutschen Rundfunk einsetzen wollte. Dort sollte er herausfinden, ob der Generaldirektor Adolf Grimme weiterhin Beziehungen zu Leuten der „Organisation Rote Kapelle“ hatte. Inzwischen verdichtete sich beim MfS die Vermutung, dass Sommer der Spionageabwehr des Bundesamtes für Verfassungsschutz aufgefallen sein könnte. So wurden die direkten Kontakte erstmals im Januar 1955 mit Sommer unterbrochen. Jetzt verkehrte er nur noch über einen Kurier mit dem MfS. Nach Brescia fuhr er gegen Ende 1956, um sich dort mit einer Firma eine Scheintätigkeit aufzubauen. Von dort aus pflegte er weiterhin Kontakte zu seinen ehemaligen Agenten in Paris, um Desinformationen zu verbreiten. In Italien suchte er den unerkannt lebenden ehemaligen SS-Sturmbannführer Karl Hass auf, der inzwischen als Agent von Geheimdiensten dort arbeitete.
Seine Informationen waren für das MfS so nützlich, weil dieser die Namen der wichtigsten Agenten der OG kannte, was in etwa 800 Personen betraf. So erhielt Sommer für seine Leistungen 1957 monatlich 1500 DM. Insgesamt zahlte das MfS für die Zeit von 1954 bis 1960 178.825 DM an Sommer. Ab August 1960 ruhte der Kontakt zu Sommer, der erst 1963 wieder aufgenommen wurde. Als am 11. November 1961 die Zeitung Neues Deutschland Informationen über den ehemaligen Leiter der Polizeileitstelle Kiel, SS-Sturmbannführer Fritz Schmidt, druckte, fiel der Verdacht auf Sommer, dass er die Informationen geliefert hätte. Als sich Sommer im Juni 1965 letztmals beim MfS meldete, teilte er mit, dass Ermittlungen der Polizei gegen ihn laufen würden. Diese betrafen aber nur seine ehemalige Tätigkeit beim RSHA. Die Verbindung zum MfS brach nach einem letzten Treffen mit seinem Instrukteur im Jahr 1968 endgültig ab.